# Partido Nacional (Uruguay)
El Partido Nacional, también conocido como Partido Blanco, es un partido político uruguayo que alberga a variados sectores y se caracteriza por su hondo sentido republicano, su defensa de los valores democráticos y la soberanía nacional. Fundado el 10 de agosto de 1836, es el partido político en actividad más antiguo del Uruguay y de toda América Latina. Se considera junto al Partido Colorado uno de los partidos tradicionales del país. Tras las elecciones de 2024, es el partido que lidera la oposición del país para el período de 2025-2030.
Contando el cogobierno interino del blanco Manuel Oribe, por Gobierno del Cerrito en casi todo el país, y su contraparte colorada liderada por Joaquín Suárez, el Gobierno de la Defensa desde Montevideo, en plena Guerra Grande, y hasta el mandato de Luis Lacalle Pou, el Partido Nacional ha gobernado el país durante 35 años a lo largo de su historia, teniendo varios presidentes constitucionales, interinos, de facto y gobiernos colegiados.

## Historia

Bandera del Partido Nacional utilizada desde 1897 hasta 1904

Al igual que el Partido Colorado, su origen se remonta al momento de la creación del Estado uruguayo. Reconoce como su fundador al general Manuel Oribe, y a Aparicio Saravia como su idealista. La creación del Partido Nacional se remonta al 10 de agosto de 1836 cuando el entonces presidente Manuel Oribe decreta el uso de la divisa blanca con la inscripción «Defensores de las Leyes» y se enfrenta al ejército revolucionario del Gral. Fructuoso Rivera en la Batalla de Carpintería, para distinguirse entre los bandos se usaron divisas de colores. El bando nacionalista utilizó divisas blancas con el lema «Defensores de las Leyes», y de ahí surge la denominación de blancos a los pertenecientes al Partido Nacional.
El Partido Nacional se identifica con el pensamiento conservador en Uruguay, el cual surgió en el siglo XIX como una reacción al estatismo y mercado intervenido promovido principalmente desde los gobiernos de Montevideo, y en el siglo XX como una reacción contra el proyecto reformista y benefactor que personificó el batllismo a lo largo de décadas. Con base en la oposición al centralismo son defensores de la descentralización y el desarrollo del interior del Uruguay, los blancos son vinculados con lo rural, lo criollo, con la ganadería y con la tierra. En consecuencia la base de su popularidad nace en los pueblos rurales, localizados en el interior del país. Durante años el Partido Nacional tuvo como líder fundamental a Luis Alberto de Herrera, quien murió en 1959.
A partir de ese entonces se fue perfilando el liderazgo de Wilson Ferreira Aldunate, perteneciente a la agrupación llamada Por la Patria, hasta que el golpe de Estado de 1973 lo obligara a marcharse al exilio. A su regreso a Uruguay, en 1984 fue arrestado junto con su hijo, Juan Raúl, quien lideró en el exilio a un grupo de oposición llamado la Convergencia Democrática Uruguaya. Este arresto impidió que se presentara a las elecciones de noviembre de ese mismo año que finalmente serían ganadas por el colorado Julio María Sanguinetti.
Después de salir de prisión, a pocas horas de terminadas las elecciones de noviembre, Ferreira fue elegido presidente del partido en febrero de 1985. Aunque inicialmente trató de impedir el proceso de impunidad hacia los militares, apoyó posteriormente la Ley de Caducidad.
Otras figuras prominentes son el herrerista Luis Alberto Lacalle (nieto de Luis Alberto de Herrera), Presidente de la República (1990-1995) y Jorge Larrañaga, del sector Alianza Nacional, quien ocupó una banca en el Senado y fue presidente del partido.
Actualmente, es la segunda agrupación política en términos electorales luego del Frente Amplio, obteniendo en las elecciones de octubre de 2019 el 28,62 %, quedando detrás del Frente Amplio que logró 39,02 % del total de votos emitidos.
En 2019 vuelve al gobierno tras treinta años al vencer Luis Lacalle Pou en segunda vuelta al frenteamplista Daniel Martínez, con el nacionalista como líder de la llamada Coalición Multicolor. Esta será la segunda ocasión desde el retorno de la democracia y la primera del siglo XXI en que el Partido alcance el gobierno.

### Centro de Estudios y Formación Josefa Oribe
En 2007, se forma el Centro de Estudios y Formación Josefa Oribe dentro del Partido Nacional, en homenaje a Josefa Oribe. Este Centro busca la equidad de género en la política. Para ello, ofrece capacitaciones, realiza actividades y dialoga con el Directorio del partido para hacer avanzar la equidad de género.

## Ideología
Se autodefine como liberal, nacionalista, panamericanista y humanista. Su principal líder es Luis Lacalle Pou. Es un partido de centroderecha y derecha. En temas sociales no tiene ideas claras y ha sido frecuente la falta de acuerdo interno en temas como la despenalización del aborto, eutanasia, la baja de la edad de imputabilidad, matrimonio entre personas del mismo sexo, y la adopción de niños por parte de estas. Sin embargo, los blancos, especialmente los del ala juvenil del Partido Nacional, han venido demostrando una posición favorable al consumo de Drogas, al autocultivo de marihuana y a los derechos de las personas LGBT.
En la Coalición Republicana que lidera, ha puesto al Partido Independiente a dirigir la política de Género y la política de Drogas. Se nombró a Daniel Radío en la dirección de la Junta Nacional de Drogas y es muy activo en alentar el consumo libre de cualquier droga y que desde su cargo las promueve.
Es un partido con fuerte arraigo electoral en el interior del país dada su histórica defensa de la descentralización con bases en el federalismo blanco, su visión de país productivo y su lucha por los más desprotegidos pobladores del medio rural. Todo esto en contraposición con la visión centralista capitalina y portuaria de raíz unitaria, históricamente dominante hasta el presente. Acerca de la idiosincrasia blanca, es interesante destacar que tradicionalmente han hecho de las discusiones y peleas públicas casi una marca registrada, en contraposición a sus históricos adversarios colorados, habituados a un secretismo institucional.
Durante su historia tiene ejemplos de corrientes antimperialistas como las representadas por Leandro Gómez (1864) durante la Defensa de Paysandú y Luis Alberto de Herrera oponiéndose a la instalación de bases norteamericanas en el país, así como la reivindicación del voto secreto, la coparticipación en el poder y el respeto a las minorías, del general Aparicio Saravia (revoluciones de 1897 y 1903), la defensa de la democracia y la institucionalidad de Wilson Ferreira Aldunate oponiéndose al golpe de Estado de 1973 que dio lugar a la dictadura militar (de 1973 a 1985).
En un análisis más general, se puede recurrir a la analogía con un partido «atrapalotodo» (catch-all o big tent), lo que se ha castellanizado como partido agarralotodo. Si bien este término no es precisamente el ideal para que un partido se autoproclame frente a una ciudadanía cuyo voto procure atraer, de hecho una definición que se ajusta a un partido que abarca un espectro ideológico sorprendentemente amplio si se lo compara con lo usual en otras latitudes. Por supuesto que esta característica no es patrimonio exclusivo del Partido Nacional, hay opiniones que asignan esta característica también a su tradicional rival el Partido Colorado.

## Símbolos

Escudo del Partido Nacional. Fue creado en el año 1872 por Juan José de Herrera y su hijo Luis Alberto de Herrera.

Los símbolos del Partido Nacional son:
- La Marcha Tres Árboles
- Su bandera: la bandera partidaria se compone de un rectángulo blanco y otro celeste, ambos apaisados.
- Su escudo: fue creado en el año 1872 por Juan José de Herrera y su hijo Luis Alberto de Herrera. El escudo cuenta con un fasces, representando la unidad de la colectividad nacionalista.

## Directorio del Partido Nacional
El Directorio es el órgano superior de conducción partidaria. Está compuesto por un presidente, tres secretarios y once vocales.
La designación de los secretarios se efectúa en el seno del Directorio tan pronto se constituya, debiendo reunir las personas electas por lo menos ocho votos.
La Mesa del Directorio actúa con el presidente y cualquiera de los secretarios. Entre sus principales competencias está asumir la representación oficial del Partido y su conducción política, cumplir y hacer cumplir estrictamente la Carta Orgánica para organizar cívicamente al Partido.

### Período 2004-2009
- Presidente Carlos Julio Pereyra (Jorge Larrañaga renunció a fines de septiembre de 2008)[26]

| - Pablo Iturralde (Secretario) - Francisco Gallinal (Secretario) - Luis Alberto Heber (Secretario) - Julio Lara - Juan Andrés Ramírez | - Sergio Abreu - Eber da Rosa - Alberto Perdomo - Matilde Rodríguez Larreta (suplente de Jorge Larrañaga) - Antonio Mercader (suplente de Luis Alberto Lacalle) | - Juan Chiruchi - Guillermo García Costa - Gustavo Penadés - Enrique Antía |

### Período 2009-2014
- Presidente Luis Alberto Lacalle,[27]

| - Jorge Larrañaga (Secretario) - Francisco Gallinal (Secretario) - Ana Lía Piñeyrúa (Secretaria) - Beatriz Argimón - Luis Alberto Heber (sustituido en 2011 por Juan Chiruchi) | - Sergio Abreu - Eber da Rosa - Carol Aviaga - Libertad Pintos - José Carlos Cardoso | - Sandra Etcheverry - Guillermo Besozzi - Gustavo Penadés - Enrique Antía |

### Período 2011-2014
- Presidente: Luis Alberto Heber[28]

| - Jorge Larrañaga (Secretario) - Francisco Gallinal (Secretario) - Ana Lía Piñeyrúa (Secretaria) - Beatriz Argimón - Juan Chiruchi | - Sergio Abreu - Eber da Rosa - Carol Aviaga - Libertad Pintos - José Carlos Cardoso | - Sandra Etcheverry - Guillermo Besozzi - Gustavo Penadés - Enrique Antía |

### Período 2014-2018
- Presidente: Luis Alberto Heber

### Período 2018-2020
- Presidenta: Beatriz Argimón

| - Pablo Abdala - José Falero - Pablo Ithurralde - Verónica Alonso - Jorge Gandini | - Armando Castaingdebat - Rosa Imoda - Omar Lafluf - Juan Martín Posadas - Jorge Saravia | - Nicolás Callejas - Carlos Martínez - Ana Murphy - Nicolás Olivera - Lilián Padern |

### Período: marzo a mayo de 2020
- Presidente: Pablo Abdala

| - Pablo Iturralde - José Falero - Nicolás Olivera - Jorge Saravia - Verónica Alonso - Beatriz Argimón | - Armando Castaingdebat Colombo - Graciela Echenique - Jorge Gandini - Rosa Imoda - Omar Lafluf - Ana Murphy | - Liggia Padern - Juan M. Posadas - Armando Castaingdebat Ramírez - Aparicio Saravia Padern - Ricardo García |

### Período 2021-2024
- Presidente: Pablo Iturralde

| - Pablo Iturralde - Carmelo Vidalín - Macarena Rubio - Juan Sartori - Sebastián Andújar - Lucía Minutti | - Carlos Daniel Camy - Armando Castaingdebat - Graciela Guido - Gerardo Amarilla - Nicolás Olivera - Valentina dos Santos | - Jorge Gandini - Omar Lafluf - María Eugenia Elso - Armando Castaingdebat Ramírez - Aparicio Saravia Padern |

- Presidente:	Dr. Pablo Luis Iturralde Viñas
- Secretaria:	Dra. María Macarena	Rubio Fernández
- Secretario: Dr. Armando Irineo Castaingdebat Colombo
- Secretario:	Jorge Osvaldo Gandini Astesiano
- Vocal: Dr. Gerardo Andrés Amarilla De Nicola
- Vocal:	Sebastián Andújar Álvarez De Ron
- Vocal:	Carlos Daniel Camy Antognazza
- Vocal: Valentina Dos Santos Caram
- Vocal: Dra. María Eugenia Elso Vergara
- Vocal: María Graciela Guido Sanzo
- Vocal: Ps. Lucía Minutti Reyes
- Vocal: Carmelo José Vidalín Aguirre
- Suplente (en Ejercicio)

Dr.	Mario Enrique Colman Giriboni
- Suplente (en Ejercicio)

Juan Héctor Straneo Abreu
- 4 - Art. 23 párrafo 1 - Juventud		Armando	Castaingdebat Ramírez
- 4 - Art. 23 párrafo 1 - Juventud - Suplente		Rodrigo	Núñez Pereira
- 4 - Art. 23 párrafo 1 - Juventud (en Ejercicio)		Nicolás	Botana Lovesio

Suplente (en Ejercicio)

### Período mayo-julio 2024
Posterior a la renuncia del Dr. Pablo Iturralde, la presidencia del directorio blanco permanece vacante hasta realizarse una nueva sesión.
- Presidenta: Macarena Rubio

| - Carmelo Vidalín - Juan Sartori - Sebastián Andújar - Lucía Minutti | - Carlos Daniel Camy - Armando Castaingdebat - Graciela Guido - Gerardo Amarilla - Nicolás Olivera - Valentina Dos Santos | - Jorge Gandini - Omar Lafluf - María Eugenia Elso - Armando Castaingdebat Ramírez - Aparicio Saravia Padern |

- Presidenta: Dra. María Macarena	Rubio Fernández
- Secretario: Dr. Armando Irineo Castaingdebat Colombo
- Secretario:	Jorge Osvaldo Gandini Astesiano
- Vocal: Dr. Gerardo Andrés Amarilla De Nicola
- Vocal:	Sebastián Andújar Álvarez De Ron
- Vocal:	Carlos Daniel Camy Antognazza
- Vocal:
- Vocal: Dra. María Eugenia Elso Vergara
- Vocal: María Graciela Guido Sanzo
- Vocal: Ps. Lucía Minutti Reyes
- Vocal: Carmelo José Vidalín Aguirre
- Suplente (en Ejercicio)

Dr.	Mario Enrique Colman Giriboni
- Suplente (en Ejercicio)

Juan Héctor Straneo Abreu
- 4 - Art. 23 párrafo 1 - Juventud		Armando	Castaingdebat Ramírez
- 4 - Art. 23 párrafo 1 - Juventud - Suplente		Rodrigo	Núñez Pereira
- 4 - Art. 23 párrafo 1 - Juventud (en Ejercicio)		Nicolás	Botana Lovesio

Suplente (en Ejercicio)

### Período julio 2024-julio 2025
- Presidenta: Macarena Rubio

| - Carmelo Vidalín - Juan Sartori - Sebastián Andújar - Lucía Minutti - Carlos Daniel Camy | - Armando Castaingdebat - Graciela Guido - Gerardo Amarilla - Nicolás Olivera - Jorge Gandini | - Omar Lafluf - María Eugenia Elso - Armando Castaingdebat Ramírez - Aparicio Saravia Padern |

- Presidenta: Dra. María Macarena	Rubio Fernández
- Secretario: Dr. Armando Irineo Castaingdebat Colombo
- Secretario:	Jorge Osvaldo Gandini Astesiano
- Vocal: Dr. Gerardo Andrés Amarilla De Nicola
- Vocal:	Sebastián Andújar Álvarez De Ron
- Vocal:	Carlos Daniel Camy Antognazza
- Vocal:
- Vocal: Dra. María Eugenia Elso Vergara
- Vocal: María Graciela Guido Sanzo
- Vocal: Ps. Lucía Minutti Reyes
- Vocal: Carmelo José Vidalín Aguirre
- Suplente (en Ejercicio)

Dr.	Mario Enrique Colman Giriboni
- Suplente (en Ejercicio)

Juan Héctor Straneo Abreu
- 4 - Art. 23 párrafo 1 - Juventud		Armando	Castaingdebat Ramírez
- 4 - Art. 23 párrafo 1 - Juventud - Suplente		Rodrigo	Núñez Pereira
- 4 - Art. 23 párrafo 1 - Juventud (en Ejercicio)		Nicolás	Botana Lovesio

Suplente (en Ejercicio)
- Presidenta	Dra.	María Macarena	Rubio Fernández
- Secretario	Dr. Gerardo Andrés Amarilla De Nicola
- Secretario	Dr. Armando Irineo Castaingdebat Colombo
- Secretario	Sr. Jorge Osvaldo Gandini Astesiano
- Vocal		Sebastián Andújar Álvarez De Ron
- Vocal		Carlos Daniel Camy Antognazza
- Vocal	 Sra. Valentina	Dos Santos Caram
- Vocal	 Dra. María Eugenia	Elso Vergara
- Vocal		María Graciela Guido Sanzo
- Vocal	 Psic. Lucía Minutti Reyes
- Vocal		Carmelo José Vidalín Aguirre
- Suplente (en Ejercicio)

Dr.	Mario Enrique Colman Giriboni
- Suplente (en Ejercicio)

Juan Héctor	Straneo Abreu
4 - art.23 párrafo 1 - juventud		Gervasio Aznarez Bianchi
4 - Art.23 párrafo 1 - Juventud	 Sr.	Tomás Casaretto Elhordoy

### Período julio 2025 - act.
- Presidente	Dr. Álvaro Luis Delgado Ceretta
- Secretaria	Sra. María Magdalena De Lima Moreno
- Secretaria	Sra. Gloria Rudi Rodríguez Santo
- Secretario	Dr. Armando Irineo	Castaingdebat Colombo
- Director	Ing. Enrique Andrés Antía Behrens
- Director	Sr.	Carlos Fernando Enciso Christiansen
- Director	Dr.	Javier Fernando García Duchini
- Director	Sr.	Luis Alberto Heber Fontana
- Director	Dr.	Carlos Alberto Moreira Reisch
- Director	Jorge Álvaro Viviano Baldi
- Directora	Cra. Ana María Bentaberri Alpuy
- Director	Esc. Alejandro Draper Praderio
- Director	Ing. Agr. Santiago Pedro	Gutiérrez Silva
- Director	Dr.	Jorge Wáshington	Larrañaga Vidal
- Directora	Psic. Lucía Minutti Reyes
- 4 - Art.23 párrafo 1 - Juventud	Sr.	Lucas	González Núñez
- 4 - Art.23 párrafo 1 - Juventud	Sra. María Pilar	Simon Doval

### Presidentes del Directorio
Tras la victoria nacionalista en las elecciones de 2019, la colectividad blanca se aboca a la definición de una nueva integración de su Directorio.
A continuación, la lista (en orden inverso) de presidentes del Directorio en los últimos años:
- C/N Homar Murdoch (1972-1973)[32]
- Wilson Ferreira Aldunate (1985-1988)
- Roberto Rubio (1988-1989)
- Dr. Gonzalo Aguirre Ramírez (1990-1991)
- TBA (1991-2000)
- Dr. Luis Alberto Lacalle de Herrera (2000-2004)
- Dr. Jorge Larrañaga (2004-2008)
- Prof. Carlos Julio Pereyra (2008-2009)
- Dr. Luis Alberto Lacalle de Herrera (2009-2011)
- Luis Alberto Heber (2011-2018)
- Esc. Beatriz Argimón (2018-2020)
- Dr. Pablo Abdala (2020)
- Dr. Pablo Iturralde (2020-2024)
- Dra.  Macarena Rubio Fernández (2024-2025) [33]
- Dr. Alvaro Delgado (2025-act.)

## Cargos electivos del Partido Nacional

### Período 2005-2010

#### Senadores
| Senador            | Sector                |
| ------------------ | --------------------- |
| Sergio Abreu       | Alianza Nacional      |
| Eber Da Rosa       | Alianza Nacional      |
| Julio Lara         | Alianza Nacional      |
| Jorge Larrañaga    | Alianza Nacional      |
| Ruperto Long       | Alianza Nacional      |
| Carlos Moreira     | Alianza Nacional      |
| Luis Alberto Heber | Herrerismo            |
| Gustavo Lapaz      | Herrerismo            |
| Gustavo Penadés    | Herrerismo            |
| Enrique Antía      | Correntada Wilsonista |
| Francisco Gallinal | Correntada Wilsonista |

#### Diputados
| Rodolfo Caram           | Artigas     | Adriana Peña       | Lavalleja  | Beatriz Argimón     | Montevideo     |
| Alberto Perdomo         | Canelones   | Federico Casaretto | Maldonado  | Álvaro Delgado      | Montevideo     |
| Daniel Peña             | Canelones   | Nelson Rodríguez   | Maldonado  | David Doti          | Paysandú       |
| Mauricio Cusano         | Canelones   | Álvaro Alonso      | Montevideo | Bertil Bentos       | Paysandú       |
| Richard Charamelo       | Canelones   | Pablo Iturralde    | Montevideo | Daniel Mañana       | Río Negro      |
| Luis Lacalle Pou        | Canelones   | Sandra Etcheverry  | Montevideo | Jorge Romero        | Rivera         |
| Sergio Botana           | Cerro Largo | Javier García      | Montevideo | José Carlos Cardoso | Rocha          |
| Carlos González Álvarez | Colonia     | Jorge Gandini      | Montevideo | Rodrigo Goñi Romero | Salto          |
| Miguel Asqueta          | Colonia     | Álvaro F. Lorenzo  | Montevideo | Alberto Casas       | San José       |
| Juan Bruno              | Durazno     | Gustavo Borsari    | Montevideo | Gonzalo Novales     | Soriano        |
| Carlos Mazzullo         | Flores      | Jaime Trobo        | Montevideo | Julio Cardozo       | Tacuarembó     |
| Carlos Enciso           | Florida     | Pablo Abdala       | Montevideo | Dardo Sánchez Cal   | Treinta y Tres |

#### Intendentes Municipales
| Intendente            | Departamento |
| --------------------- | ------------ |
| Julio Silveira        | Artigas      |
| Ambrosio Barreiro     | Cerro Largo  |
| Walter Zimmer         | Colonia      |
| Carmelo Vidalín       | Durazno      |
| Armando Castaingdebat | Flores       |
| Herman Vergara        | Lavalleja    |
| Omar Lafluf           | Río Negro    |
| Juan Chiruchi         | San José     |
| Guillermo Besozzi     | Soriano      |
| Wilson Ezquerra       | Tacuarembó   |

### Período 2010-2015

#### Senadores
| Senador              | Sector                                |
| -------------------- | ------------------------------------- |
| Juan Chiruchi        | Unidad Nacional                       |
| Francisco Gallinal   | Unidad Nacional                       |
| Luis Alberto Heber   | Unidad Nacional                       |
| Luis Lacalle Herrera | Unidad Nacional                       |
| Gustavo Penadés      | Unidad Nacional                       |
| Carlos Moreira       | Alianza Nacional                      |
| Jorge Larrañaga      | Alianza Nacional                      |
| Eber da Rosa         | Alianza Nacional                      |
| Jorge Saravia        | Concertación Republicana Nacionalista |
| Sergio Abreu         | Dignidad Nacionalista                 |

#### Diputados
| Rodolfo Caram    | Artigas     | Mario García     | Lavalleja  | Jaime Trobo          | Montevideo     |
| Luis Lacalle Pou | Canelones   | Nelson Rodríguez | Maldonado  | Miguel Otegui        | Paysandú       |
| Amín Niffouri    | Canelones   | Pablo Abdala     | Montevideo | Daniel Mañana        | Río Negro      |
| Daniel Peña      | Canelones   | Verónica Alonso  | Montevideo | Gerardo Amarilla     | Rivera         |
| Alberto Perdomo  | Canelones   | Gustavo Borsari  | Montevideo | José Carlos Cardoso  | Rocha          |
| Pedro Saravia    | Cerro Largo | Álvaro Delgado   | Montevideo | Rodrigo Goñi         | Salto          |
| Ricardo Planchón | Colonia     | Jorge Gandini    | Montevideo | Alberto Casas        | San José       |
| Carmelo Vidalín  | Durazno     | Javier García    | Montevideo | Gonzalo Novaes       | Soriano        |
| Ricardo Berois   | Flores      | Pablo Iturralde  | Montevideo | Antonio Chiesa       | Tacuarembó     |
| José Arocena     | Florida     | Ana Lía Piñeyrúa | Montevideo | Mario Silvera Araújo | Treinta y Tres |

#### Intendentes
| Intendente            | Departamento   |
| --------------------- | -------------- |
| Sergio Botana         | Cerro Largo    |
| Walter Zimmer         | Colonia        |
| Benjamín Irazábal     | Durazno        |
| Armando Castaingdebat | Flores         |
| Carlos Enciso         | Florida        |
| Adriana Peña          | Lavalleja      |
| Bertil Bentos         | Paysandú       |
| Omar Lafluf           | Río Negro      |
| José Luis Falero      | San José       |
| Guillermo Besozzi     | Soriano        |
| Wilson Ezquerra       | Tacuarembó     |
| Dardo Sánchez         | Treinta y Tres |

### Período 2015-2020

#### Senadores
| Senador            | Sector               |
| ------------------ | -------------------- |
| Carol Aviaga       | Todos Hacia Adelante |
| José Cardoso       | Todos Hacia Adelante |
| Álvaro Delgado     | Todos Hacia Adelante |
| Javier García      | Todos Hacia Adelante |
| Luis Alberto Heber | Todos Hacia Adelante |
| Luis Lacalle Pou   | Todos Hacia Adelante |
| Gustavo Penadés    | Todos Hacia Adelante |
| Verónica Alonso    | Alianza Nacional     |
| Guillermo Besozzi  | Alianza Nacional     |
| Carlos Camy        | Alianza Nacional     |
| Jorge Larrañaga    | Alianza Nacional     |

#### Diputados
| Mario Ayala           | Artigas     | Elisabeth Arrieta | Maldonado  | Gloria Rodríguez  | Montevideo     |  |               |
| Sebastián Andújar     | Canelones   | Nelson Rodríguez  | Maldonado  | Jaime Trobo       | Montevideo     |  |               |
| Amin Niffouri         | Canelones   | Pablo Abdala      | Montevideo | Nicolás Olivera   | Paysandú       |  |               |
| Daniel Peña           | Canelones   | Graciela Bianchi  | Montevideo | Omar Lafluf       | Río Negro      |  |               |
| Alberto Perdomo       | Canelones   | Álvaro Dastugue   | Montevideo | Gerardo Amarilla  | Rivera         |  |               |
| José Yurramendi       | Cerro Largo | Juan Olaizola     | Montevideo | Alejo Umpiérrez   | Rocha          |  |               |
| Edmundo Roselli       | Colonia     | Jorge Gandini     | Montevideo | Rubén Bacigalupe  | San José       |  |               |
| Benjamín Irazábal     | Durazno     | Rodrigo Goñi      | Montevideo | Gonzalo Novales   | Soriano        |  |               |
| Armando Castaingdebat | Flores      | Pablo Iturralde   | Montevideo | Wilson Ezquerra   | Tacuarembó     |  |               |
| José Andrés Arocena   | Florida     | Martín Lema       | Montevideo | Edgardo Mier      | Treinta y Tres |  |               |
| Mario García          | Lavalleja   |                   | Montevideo | Valentina Arlegui | Treinta y Tres |  | Mario Silvera |

#### Intendentes
| Intendente          | Departamento   |
| ------------------- | -------------- |
| Pablo Caram         | Artigas        |
| Sergio Botana       | Cerro Largo    |
| Carlos Moreira      | Colonia        |
| Carmelo Vidalín     | Durazno        |
| Fernando Echeverría | Flores         |
| Carlos Enciso       | Florida        |
| Adriana Peña        | Lavalleja      |
| Enrique Antía       | Maldonado      |
| José Luis Falero    | San José       |
| Agustín Bascou      | Soriano        |
| Eber da Rosa        | Tacuarembo     |
| Dardo Sánchez       | Treinta y Tres |

### Período 2020-2025

#### Senadores
| Senador               | Sector               |
| --------------------- | -------------------- |
| Carmen Asiaín Pereira | Todos hacia adelante |
| Álvaro Delgado        | Todos hacia adelante |
| Graciela Bianchi      | Todos hacia adelante |
| Luis Alberto Heber    | Todos hacia adelante |
| Sergio Botana         | Todos hacia adelante |
| Gloria Rodríguez      | Todos hacia adelante |
| Javier García         | Todos hacia adelante |
| Jorge Larrañaga       | Alianza Nacional     |
| Jorge Gandini         | Alianza Nacional     |
| Juan Sartori          | Lista 880            |

#### Diputados
| Valentina dos Santos  | Artigas     | Diego Echeverría      | Maldonado  | Álvaro Viviano    | Montevideo     |
| Javier Radiccioni     | Canelones   | Rodrigo Blás          | Maldonado  | Nicolás Olivera   | Paysandú       |
| Pablo Viana           | Canelones   | Martín Lema (P)       | Montevideo | Omar Lafluf       | Río Negro      |
| Amín Niffouri         | Canelones   | Juan Martín Rodríguez | Montevideo | Gerardo Amarilla  | Rivera         |
| Sebastián Andujar     | Canelones   | Gustavo Penadés       | Montevideo | Alejo Umpiérrez   | Rocha          |
| Christian Morel       | Cerro Largo | Juan José Olaizola    | Montevideo | Rubén Bacigalupe  | San José       |
| Mario Colman          | Colonia     | Rodrigo Goñi          | Montevideo | Guillermo Besozzi | Soriano        |
| Benjamín Irazábal     | Durazno     | Gonzálo Mujica        | Montevideo | Alfredo De Mattos | Tacuarembó     |
| Armando Castaingdebat | Flores      | Gabriel Gianoli       | Montevideo | Dardo Sánchez     | Treinta y Tres |
| Carlos Enciso         | Florida     | Álvaro Dastugue       | Montevideo | Mario García      | Lavalleja      |

#### Intendentes
| Intendente           | Departamento   |
| -------------------- | -------------- |
| Pablo Caram          | Artigas        |
| José Yurramendi      | Cerro Largo    |
| Carlos Moreira       | Colonia        |
| Carmelo Vidalín      | Durazno        |
| Fernándo Echeverría  | Flores         |
| Guillermo López      | Florida        |
| Mario Luis García    | Lavalleja      |
| Enrique Antía        | Maldonado      |
| Nicolás Olivera      | Paysandú       |
| Omar Lafluf          | Río Negro      |
| Alejo Umpiérrez      | Rocha          |
| Ana María Bentaberri | San José       |
| Guillermo Besozzi    | Soriano        |
| Wilson Esquerra      | Tacuarembó     |
| Mario Silvera        | Treinta y Tres |

### Período 2025-2030

#### Senadores
| Senador            | Sector       |
| ------------------ | ------------ |
| Javier García      | Alianza País |
| Sergio Botana      | Alianza País |
| Carlos Camy        | Alianza País |
| Sebastián da Silva | Alianza País |
| Luis Lacalle Pou   | Aire Fresco  |
| Álvaro Delgado     | Aire Fresco  |
| Graciela Bianchi   | Aire Fresco  |
| Nicolás Olivera    | D Centro     |
| Luis Alberto Heber | Herrerismo   |

## Grupos políticos que integran el Partido Nacional

### Sublemas de elecciones desde 2014
| - Alianza Nacional - Idea Nacional (Juan Andrés Ramírez) - Unión por Uruguay - Unión Cívica - Corriente Social Cristiana - Movimiento Nacional de Rocha - Movimiento con Todos (Ruperto Long) - Lista 2018 (Beatriz Argimón) | - Unidad Nacional - Concordia Nacional (Ignacio de Posadas, Gonzalo Aguirre, Ana Lía Piñeyrúa) - Correntada Wilsonista (Francisco Gallinal) - Desafío Nacional (Álvaro Alonso) - Herrerismo - Aire Fresco, Lista 404 (Luis Lacalle Pou, Álvaro Delgado) - Soplan Vientos Nuevos (Carmelo Vidalín) - Movimiento Federal Saravista (Irineu Riet Correa) - Por la Patria (Jorge Gandini) Lista 250 - Blancos Coronilla (Francisco Sanguinetti Gallinal ) Lista 1120 |

### Históricos
| - Basta y Vamos (Cristina Maeso) - Confluencia Herrero-Wilsonista (Manos a la Obra) - Consejo Nacional Herrerista (Luis Alberto Lacalle) - Liga Federal de Acción Ruralista (Benito Nardone) - Manos a la Obra (Alberto Volonté) - Movimiento Popular Nacionalista (Daniel Fernández Crespo) | - Nacionalismo Independiente - Nueva Generación Nacionalista - Por la Patria (Wilson Ferreira Aldunate) - Progreso en Libertad - Propuesta Nacional (Álvaro Ramos) - Radicalismo Blanco (Lorenzo Carnelli) | - Reconstrucción Blanca - Renovación y Victoria (Gonzalo Aguirre) - Unión Blanca Democrática (UBD) - Unión Blanca Popular (UBP) - Unión Nacionalista y Herrerista (Dardo Ortiz) - Acción Comunitaria (Julia Pou) |

## Resultados electorales

### Elecciones legislativas
|  | 32,10 % |

|  | 32,10 % |

|  | 22,84 % |

|  | 22,84 % |

|  | 31,05 % |

|  | 31,05 % |

|  | 30,93 % |

|  | 30,93 % |

|  | 35,24 % |

|  | 35,24 % |

|  | 49,68 % |

|  | 32,1 % |

|  | 46,54 % |

|  | 46,54 % |

|  | 40,34 % |

|  | 40,34 % |

|  | 38,72 % |

|  | 38,72 % |

|  | 34,22 % |

|  | 34,22 % |

|  | 37,25 % |

|  | 37,25 % |

|  | 29,83 % |

|  | 29,83 % |

|  | 21,72 % |

|  | 21,72 % |

|  | 35,13 % |

|  | 35,13 % |

|  | 29,07 % |

|  | 29,07 % |

|  | 30,88 % |

|  | 30,88 % |

|  | 28,62 % |

|  | 32,1 % |

|  | 26,77 % |

|  | 26,77 % |

### Elecciones presidenciales
| Elección | Candidatos | Grupo político                  | Primera vuelta     | Primera vuelta | Primera vuelta   | Primera vuelta | Resultado                         |
| Elección | Candidatos | Grupo político                  | Votos al candidato | %              | Votos al partido | %              | Resultado                         |
| -------- | --- | ------------------------------- | ------------------ | -------------- | ---------------- | -------------- | --------------------------------- |
| 1922     | Luis Alberto de Herrera |                                 | 116,080            | 47,12%         | 116,080          | 47,12%         | No electo                         |
| 1926     | Luis Alberto de Herrera |                                 | 139,959            | 48,41%         | 139,959          | 48,41%         | No electo                         |
| 1930     | Luis Alberto de Herrera |                                 | 132,345            | 41,52%         | 150,642          | 47,26%         | No electo                         |
| 1930     | Eduardo Lamas |                                 | 18,087             | 5,74%          | 150,642          | 47,26%         | No electo                         |
| 1938     | Juan José de Arteaga |                                 | 114,506            | 32,06%         | 114,506          | 32,06%         | No electo                         |
| 1942     | Luis Alberto de Herrera |                                 | 131,235            | 22,84%         | 131,235          | 22,84%         | No electo                         |
| 1946     | Luis Alberto de Herrera |                                 | 205,923            | 30,72%         | 208,120          | 31,05%         | No electo                         |
| 1946     | Basilio Muñoz |                                 | 1,479              | 0,22%          | 208,120          | 31,05%         | No electo                         |
| 1946     | Basilio Muñoz |                                 | 557                | 0,08%          | 208,120          | 31,05%         | No electo                         |
| 1950     | Luis Alberto de Herrera |                                 | 253,077            | 30,72%         | 254,834          | 30,93%         | No electo                         |
| 1950     | Salvador Estradé |                                 | 1,421              | 0,17%          | 254,834          | 30,93%         | No electo                         |
| Elección | Candidatos al Consejo Nacional de Gobierno | Grupo político                  | Primera vuelta     | Primera vuelta | Primera vuelta   | Primera vuelta | Resultado                         |
| Elección | Candidatos al Consejo Nacional de Gobierno | Grupo político                  | Votos a la lista   | %              | Votos al partido | %              | Resultado                         |
| 1954     | Luis Alberto de Herrera, Ramón Viña, Francisco Gilmet, Ángel María Cusano, Aparicio Méndez, Pedro Besozzi                                         | Herrerismo                      | 160,738            | 18,28%         | 309,818          | 35,24%         | Sí electo 2 cargos por la minoría |
| 1954     | Daniel Fernández Crespo, Eduardo Víctor Haedo, Salvador Ferrer Serra, Gervasio de Posadas Belgrano, José Antonio Varela, Luis Puig                | Movimiento Popular Nacionalista | 112,124            | 12,75%         | 309,818          | 35,24%         | Sí electo 1 cargo por la minoría  |
| 1954     | Pantaleón Astiazarán, Alberto Gallinal Heber, Gilberto García Selgas, Saturno Irureta Goyena, José Pedro Urioste, Basilio Antúnez Muñoz           | Reconstrucción Blanca           | 36,818             | 4,19%          | 309,818          | 35,24%         | No electo                         |
| 1958     | Martín Recaredo Echegoyen, Benito Nardone, Eduardo Víctor Haedo, Faustino Harrison, Justo M. Alonso, Pedro Zabalza Arrospide                      | Herrerismo - Ruralismo          | 241,939            | 24,07%         | 499,425          | 49,68%         | Sí electo 6 cargos por la mayoría |
| 1958     | Salvador Ferrer Serra, Javier Barrios Amorín, Alberto Gallinal Heber, Carlos María Penadés, Gervasio de Posadas Belgrano, Juan C. López Gutiérrez | Unión Blanca Democrática        | 230,649            | 22,94%         | 499,425          | 49,68%         | No electo                         |
| 1958     | Ángel María Cusano, Amadeo J. Arosteguy, Francisco Mario Ubillos, Antonio María Fernández, Aparicio Méndez, Carlos A. Perera                      | Nacionalismo Intransigente      | 26,522             | 2,64%          | 499,425          | 49,68%         | No electo                         |
| 1962     | Daniel Fernández Crespo, Luis Giannattasio, Washington Beltrán Mullin, Alberto Héber Usher, Carlos María Penadés, Washington Guadalupe            | Unión Blanca Democrática        | 316,533            | 27,03%         | 545,029          | 46,54%         | Sí electo 6 cargos por la mayoría |
| 1962     | Alberto Arocena, Juan José Gari, Francisco Gilmet, Nicolás Storace Arrosa, Mauro Saravia, Carlos V. Puig                                          | Herrerismo - Ruralismo          | 227,205            | 19,40%         | 545,029          | 46,54%         | No electo                         |
| 1962     | Pantaleón Astiazarán, Carlos A. Clulow, Valentín Aznárez, Carlos María Berro, Nicolás Durán y Veiga, Armando Ibarlucea                            | Tercer Frente Blanco            | 907                | 0,08%          | 545,029          | 46,54%         | No electo                         |
| 1962     | Antonio Fadol, Néstor Delgado, Duilio D. Grandiroli Celestino Castro, Rubén Castellano, Francisco Caruso                                          | Lista 47                        | 27                 | 0,00%          | 545,029          | 46,54%         | No electo                         |
| Elección | Candidatos | Grupo político                  | Primera vuelta     | Primera vuelta | Primera vuelta   | Primera vuelta | Resultado                         |
| Elección | Candidatos | Grupo político                  | Votos al candidato | %              | Votos al partido | %              | Resultado                         |
| 1966     | Martín Echegoyen |                                 | 228,309            | 18,53%         | 496,910          | 40,34%         | No electo                         |
| 1966     | Alberto Gallinal Heber |                                 | 171,618            | 13,93%         | 496,910          | 40,34%         | No electo                         |
| 1966     | Alberto Héber Usher |                                 | 96,772             | 7,86%          | 496,910          | 40,34%         | No electo                         |
| 1971     | Wilson Ferreira Aldunate |                                 | 439,649            | 25,45%         | 668,822          | 38,72%         | No electo                         |
| 1971     | Mario Aguerrondo |                                 | 228,569            | 13,23%         | 668,822          | 38,72%         | No electo                         |
| 1971     | Antonio Fadol |                                 | 35                 | 0,00%          | 668,822          | 38,72%         | No electo                         |
| 1984     | Alberto Zumarán |                                 | 554,443            | 28,71%         | 660,773          | 34,22%         | No electo                         |
| 1984     | Dardo Ortiz |                                 | 83,237             | 4,31%          | 660,773          | 34,22%         | No electo                         |
| 1984     | Juan Carlos Payssé |                                 | 21,644             | 1,12%          | 660,773          | 34,22%         | No electo                         |
| 1989     | Luis Alberto Lacalle |                                 | 444,839            | 21,63%         | 765,990          | 37,25%         | Sí electo                         |
| 1989     | Carlos Julio Pereyra |                                 | 218,656            | 10,63%         | 765,990          | 37,25%         | No electo                         |
| 1989     | Alberto Zumarán |                                 | 101,046            | 4,91%          | 765,990          | 37,25%         | No electo                         |
| 1994     | Alberto Volonté |                                 | 301,698            | 14,21%         | 633,384          | 29,83%         | No electo                         |
| 1994     | Juan Andrés Ramírez |                                 | 264,258            | 12,45%         | 633,384          | 29,83%         | No electo                         |
| 1994     | Carlos Julio Pereyra |                                 | 65,666             | 3,09%          | 633,384          | 29,83%         | No electo                         |
| Elección | Candidatos | Grupo político                  | Primera vuelta     | Primera vuelta | Segunda vuelta   | Segunda vuelta | Resultado                         |
| Elección | Candidatos | Grupo político                  | Votos              | %              | Votos            | %              | Resultado                         |
| 1999     | Luis Alberto Lacalle |                                 | 478,980            | 22,30%         |                  |                | No electo                         |
| 2004     | Jorge Larrañaga | Alianza Nacional                | 764,739            | 35;13%         |                  |                | No electo                         |
| 2009     | Luis Alberto Lacalle | Unidad Nacional                 | 669,942            | 29,07%         | 994,510          | 45,37%         | No electo                         |
| 2014     | Luis Lacalle Pou | Todos                           | 732,601            | 30,88%         | 955,741          | 43,38 %        | No electo                         |
| 2019     | Luis Lacalle Pou | Todos                           | 696,452            | 28,62%         | 1,189,313        | 50,79%         | Sí electo                         |
| 2024     | Álvaro Delgado | Reelegí un buen gobierno        | 644.638            | 26,77%         | 1.119.537        | 48,00%         | No electo                         |

1. ↑  En fórmula con Jacinto D. Durán
2. ↑  En fórmula con José Rogelio Fontela

### Elecciones internas
| Elección | Precandidatos        | Grupo político               | Votos   | %      | Votos al partido | Resultado                |
| -------- | -------------------- | ---------------------------- | ------- | ------ | ---------------- | ------------------------ |
| 1999     | Luis Alberto Lacalle | Herrerismo                   | 182,596 | 48,30% | 378,032          | sí electo como candidato |
| 1999     | Juan Andrés Ramírez  | Desafío Nacional             | 121,955 | 32,26% | 378,032          | no electo                |
| 1999     | Alberto Volonté      | Manos a la Obra              | 41,000  | 10,85% | 378,032          | no electo                |
| 1999     | Álvaro Ramos         | Propuesta Nacional           | 29,980  | 7,93%  | 378,032          | no electo                |
| 1999     | Alem García          | Todo por el pueblo           | 2,501   | 0,66%  | 378,032          | no electo                |
| 2004     | Jorge Larrañaga      | Alianza Nacional             | 290,738 | 66,00% | 441,870          | sí electo como candidato |
| 2004     | Luis Alberto Lacalle | Herrerismo                   | 147,878 | 33,50% | 441,870          | no electo                |
| 2004     | Cristina Maeso       | Basta y vamos                | 1,810   | 0,40%  | 441,870          | no electo                |
| 2009     | Luis Alberto Lacalle | Unidad Nacional              | 280,753 | 57,12% | 481,295          | sí electo como candidato |
| 2009     | Jorge Larrañaga      | Alianza Nacional             | 210,498 | 42,81% | 481,295          | no electo                |
| 2009     | Irineu Riet Correa   | Movimiento Federal Saravista | 324     | 0,07%  | 481,295          | no electo                |
| 2014     | Luis Lacalle Pou     | Todos Hacia Adelante         | 227,407 | 54,38% | 418,195          | sí electo como candidato |
| 2014     | Jorge Larrañaga      | Alianza Nacional             | 189,915 | 45,41% | 418,195          | no electo                |
| 2014     | Alfredo Oliú         | Voz más voz                  | 345     | 0,08%  | 418,195          | no electo                |
| 2014     | Álvaro Germano       | Lista 224                    | 101     | 0,02%  | 418,195          | no electo                |
| 2019     | Luis Lacalle Pou     | Todos Hacia Adelante         | 245,634 | 53,71% | 323,930          | si electo como candidato |
| 2019     | Juan Sartori         | Todo por el Pueblo           | 94,581  | 20,68% | 323,930          | no electo                |
| 2019     | Jorge Larrañaga      | Alianza Nacional             | 80,524  | 17,61% | 323,930          | no electo                |
| 2019     | Enrique Antía        | Mejor País                   | 34,351  | 7,51%  | 323,930          | no electo                |
| 2019     | Carlos Iafigliola    | Adelante                     | 1,705   | 0,37%  | 323,930          | no electo                |
| 2024     | Álvaro Delgado       | Uruguay para adelante        | 241,114 | 74,4%  | 410,282          | si electo como candidato |
| 2024     | Laura Raffo          | Sumar                        | 62,282  | 19,2%  | 410,282          | no electo                |
| 2024     | Jorge Gandini        | Por la Patria                | 18,862  | 5,8%   | 410,282          | no electo                |
| 2024     | Carlos Iafigliola    | Adelante                     | 840     | 0,3%   | 410,282          | no electo                |
| 2024     | Roxana Corbran       | Fuerza Nacionalista          | 568     | 0,2%   | 410,282          | no electo                |